# Хуан Бельмонте

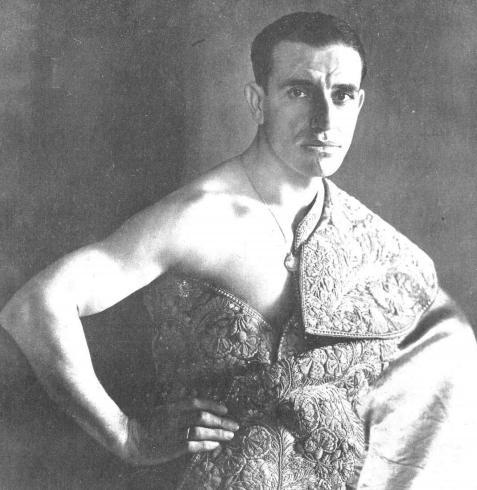
Хуан Бельмонте, 1926

Хуа́н Бельмо́нте Гарсі́я (ісп. Juan Belmonte García; 14 квітня 1892 у Севільї — 8 квітня 1962 в Утрері) — іспанський тореро. 

## Біографія
Покинув школу у віці 8 років. Почав займатися коридою 1908 року, професійним тореадором став 1910-го, вбивши свого першого бика 4 липня того ж року. Завершував кар'єру у 1922 та 1934  роках, остаточно зробив це 1935 року, після чого займався розведенням бойових биків на своєму власному ранчо. Прийнято вважати, що саме він 1914 року першим став застосовувати нову тактику в кориді, що полягала в тому, щоби стояти на місці й підпускати бика до себе на небезпечно близьку відстань, після чого оманливими спритними рухами перешкоджати бику поранити себе.
1919 року встановив рекорд, убивши за сезон 109 биків (цей показник вдалося перевершити 1965 року). Відомий своїм суперництвом із іншим видатним тореадором 20 століття, Хоселіто, що тривало до гибелі останнього на арені в 1920 році. Кілька разів отримував серйозні рани. Застрелився 1962 року, дізнавшись, що хворий на рак легень. Похований на цвинтарі Сан-Фернандо в Севільї.
1935 року, після другого завершення кар'єри, написав автобіографію, що стала бестселером і була перекладеною на англійську мову 1937 року. Був близьким другом американського письменника Ернеста Геминґуея, що вивів його образ у двох своїх романах, "Смерть пополудні" та "І сонце сходить". 5 січня 1925 року з'явився на обкладинці журналу Time. Поет Херардо Дієґо присвятив йому одну зі своїх од. У Севільї, поруч із якою він народився, 1972 року на його честь було встановлено пам'ятник.